# 알프 (민속)

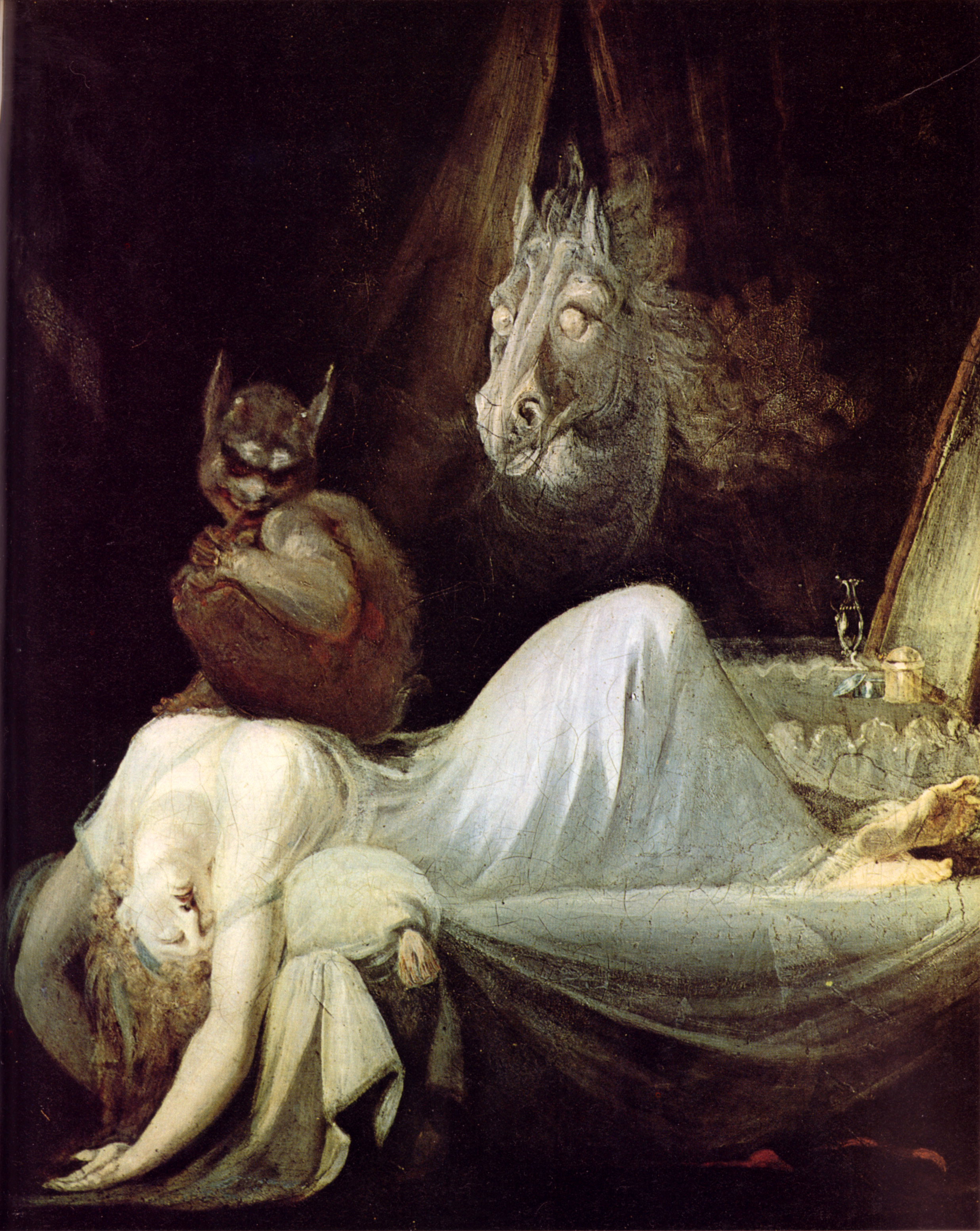
헨리 푸젤리의 악몽(Nachtmahr)은 알프를 그리고 있다.

알프(독일어: Alb)는 독일에 전해지는 몽마의 일종이다.

## 민속
알프가 일반적으로 수컷이지만, 마라(mara)와 마트(mart)는 동일한 창조물의 여성판으로 더 잘 등장한다.
알프의 성폭행은 드문 편이다.

## 같이 보기
- 엘프